# Gateway Worship
Gateway Worship ist eine US-amerikanische Worship-Band aus Texas, die für die Gestaltung des Gottesdienstes in der Texas' Gateway Church in Southlake zuständig ist.

## Biografie
Gegründet wurde die konfessionsfreie Kirchengemeinde im April 2000. Einige Absolventen des Christ for the Nations Institute aus Dallas übernahmen inhaltlich und musikalisch den Gottesdienst. In kurzer Zeit wuchs die Popularität der Gateway Church enorm. Den Ostergottesdienst 2004 besuchten etwa 5000 Gläubige, an Ostern 2010 kamen über 20 000.
Ab 2003 begann die Gruppe ihre Gottesdienstmusik aufzunehmen und zu veröffentlichen. Im Jahr 2008 hatten sie ihren ersten großen Erfolg über ihre Herkunftsregion hinaus. Der Gottesdienst-Mitschnitt Wake Up the World wurde ein Hit in den US-Christian-Albums-Charts und kam auf Platz 2. Danach kamen sie 2010 mit den Alben The More I Seek You und God Be Praised sogar in die Album-Verkaufscharts.
Prominentestes Mitglied von Gateway Worship ist Kari Jobe, die 2006 nach Dallas kam und auch als Solomusikerin erfolgreich ist. Sie lernte dort auch ihren heutigen Ehemann Cody Carnes kennen, der ebenfalls Mitglied von Gateway Worship und Worship Pastor bei der Gateway Church war.

## Mitglieder
(Stand 2015)
- Alena Moore
- Ana Paula Valadão Bessa
- Cody Carnes
- David Moore
- Jasom Tam
- Kari Jobe
- Mark Harris
- Mary Beth Miller
- Matt Birkenfeld
- Rebecca Pfortmiller
- Shannon Alford
- Sion Alford
- Thomas Miller (Senior pastor)
- Tim Sheppard
- Walker Beach
- Zach Neese

## Diskografie
Alben
- Unsearchable (2003)
- Masterpiece (2003)
- Drawing Closer (2006)
- The Battle (2007)
- First (2008)
- Wake Up the World (live, 2008)
- My Beloved (2009)
- Conversations with God (2009)
- Let's Go (2010)
- The More I Seek You (2010)
- 20/20 (2011)
- God Be Praised (2010)
- Glória a Deus – Diante do Trono (2012)
- Forever Yours (2012)
- It Is Written (2013)
- The First 10 Years (2013)
- Der Herr regiert (2013)
- Preis sei Gott (2014)
- The Blessed Life (2015)
- Deus Reina – Diante do Trono (2015)
- Walls (2015)
- The God I Never Knew (2016)
- Pra Sempre Teu – Diante do Trono (2016)
- Gateway Worship Voices (2016)
- Muralhas – Diante do Trono (2017)
- Monuments (2017)
- Acoustic Sessions: Volume One (2018)
- Greater Than (2018)